# کنترل‌کننده زاویه آتش

ولتاژ یکسوساز توسط کنترل فاز تنظیم می‌شود

کنترل‌کننده زاویه آتش (به انگلیسی: Phase-fired control)، که همچنین برش فاز یا «کنترل زاویه فاز» خوانده می‌شود، روشی برای محدودکردن توان است، که در ولتاژهای AC به کار می‌رود. این کار با تنظیم کردن تریستور، SCR، تریاک، تایترون یا سایر قطعات دیود-مانندِ گیت‌دار در داخل و خارج از هدایت در یک فاز از پیش تعیین شده‌ای از شکل‌موج اعمالی انجام می‌شود.

## بررسی اجمالی
کنترل‌کننده زاویه آتش (PFC) اغلب برای کنترل میزان ولتاژ، جریان یا توانی که یک منبع تغذیه به بار خود وارد می‌کند، استفاده می‌شود. این کار را برای آن انجام می‌دهد تا یک مقدار متوسط دل‌خواه در خروجی آن ایجاد شود. اگر منبع دارای ولتاژ DC باشد، مبنای زمانی آن در تصمیم‌گیری برای روشن یا خاموش کردن منبع تغذیه اهمیت ندارد، زیرا مقداری که در آن پالس روشن و خاموش می‌شود، پیوسته است.